# Julian Barnes
Julian Barnes, cu numele complet Julian Patrick Barnes, (n. 19 ianuarie 1946, Leicester, Anglia, Regatul Unit) este un scriitor și critic literar englez, autor de romane, nuvele, povestiri, memorii și eseuri. Este popular atât în țările de limba engleză, cât și în alte țări, și în general pozitiv apreciat de critica literară ca un reprezentant de seamă al postmodernismului. Este laureat a numeroase premii literare britanice și din alte țări, printre care Premiul Booker.

## Viața și cariera
Julian Barnes s-a născut la Leicester, din părinți profesori de limba franceză. Familia s-a mutat la scurt timp după nașterea lui la Londra, unde a locuit timp de zece ani. În 1956, familia s-a mutat la Northwood⁠(d), o suburbie a Londrei.
A urmat studiile secundare la City of London School⁠(d) din 1957 până în 1964, apoi s-a înscris la Magdalen College⁠(d) din cadrul Universității din Oxford. Aici a făcut studii de limbi moderne, pe care le-a absolvit în 1968.
Și-a început cariera lucrând timp de trei ani ca lexicograf pentru suplimentul Oxford English Dictionary, apoi a intrat în domeniul literaturii scriind recenzii pentru suplimentul literar al ziarului The Times. În 1977 a devenit redactor literar la revistele New Statesman și New Review, iar din 1979 până în 1986 a fost critic de televiziune mai întâi la New Statesman, apoi la ziarul The Observer. Prime sale opere au apărut în 1980: romanul Metroland, sub numele lui adevărat, și Duffy, un roman polițist semnat cu pseudonimul Dan Kavanagh, numele de familie fiind cel al soției sale.
În domeniul activității sociale, se știe, de exemplu, că scriitorul sprijină organizația umanitară Freedom from torture⁠(d) (Eliberarea de tortură), de ajutorare a unor foști torturați care au ajuns în Marea Britanie. Julian Barnes sprijină de asemenea campania Dignity in Dying⁠(d) (Demnitatea în moarte), pentru asigurarea de îngrijiri paliative tuturor bolnavilor incurabili și legalizarea sinuciderii asistate medical.
În chestiunile politice, Julian Barnes are în general vederi de stânga. De pildă, în 2013 s-a pronunțat împotriva politicii culturale a guvernului conservator, care ducea, printre altele, la închiderea masivă a bibliotecilor publice. De asemenea, a fost împotriva Brexitului, iar în 2019 s-a declarat de acord cu majoritatea ideilor lui Jeremy Corbyn, liderul de atunci al Partidului Laburist, pentru dezarmarea nucleară, renaționalizarea căilor ferate, impozitarea bogaților etc..
În legătură cu religia, în 2008, Barnes scria în cartea de memorii Nothing to Be Frightened Of (Nimicul de temut) că nu a fost botezat, nu are nicio credință religioasă, dar prima frază a cărții este I don’t believe in God, but I miss Him („Nu cred în Dumnezeu, dar îmi lipsește.”).
În ceea ce privește viața particulară, Julian Barnes s-a căsătorit în 1979 cu Pat Kavanagh⁠(d), agent literar, care a decedat în 2008.

## Opera
Julian Barnes a scris numeroase romane, nuvele, povestiri, eseuri și memorii.

### Ficțiune

#### Romane
Semnate cu numele adevărat sunt romanele:
- Metroland, 1980 (Metroland, 2004)[27] – roman autobiografic al copilăriei, adolescenței și al vârstei adulte tinere;
- Before She Met Me, 1982 (Până când m-a cunoscut, 2006) – despre iubire, posesivitate, gelozie obsesivă, o analiză psihologică profundă, făcută cu umor negru;
- Flaubert's Parrot, 1984 (Papagalul lui Flaubert, 1997) – roman considerat și eseu, despre investigațiile unui erudit pasionat de Gustave Flaubert, care merg până la amănunte precum papagalul unui personaj;
- Staring at the Sun, 1986 (Privind în soare, 2003) – experiența vieții unei femei, din tinerețe până la vârsta de 100 de ani, cu visurile, iubirile, eșecul căsătoriei sale, maternitatea, modul cum vede lumea în călătoriile sale;
- Talking It Over, 1991 (Trois, 2006) – roman amuzant despre un triunghi amoros haotic, a cărui istorie este relatată alternativ la persoana I de către participanții săi;
- The Porcupine, 1992 (Porcul spinos, 2007) – satiră politică despre un lider comunist inculpat după schimbarea de regim politic într-o țară est-europeană, față în față cu procurorul, din gândurile cărora reiese continuitatea dintre trecut și prezent și ceea ce este comun în cei doi;
- England, England, 1998 (Anglia, Anglia, 2002) – satiră despre Anglia sfârșitului de secol XX, despre adevăr vs. ficțiune, realitate vs. artă, caracter național, fabricarea de mituri, pe lângă introspecția personală a personajului principal;
- Love, etc, 2000 (Iubire etc., 2006) – continuarea romanului Trois, după 10 ani, în același stil, triunghiul amoros fiind și mai haotic;
- Arthur & George, 2005 (Arthur și George, 2007) – un caz real de eroare judiciară din secolul al XIX-lea, a cărei victimă este un om simplu din provincie, disculpat de Arthur Conan Doyle;
- The Sense of an Ending, 2011 (Sentimentul unui sfârșit, 2012) – amintirile unui bărbat spre sfârșitul vieții despre tinerețe și relația cu fosta lui iubită și cu un prieten enigmatic, confruntându-se cu imperfecțiunile memoriei, care afectează înțelegerea trecutului personal;
- The Noise of Time, 2016 (Zgomotul timpului, 2016) – roman despre compozitorul Dmitri Șostakovici cu frământările lui în legătură cu soarta pe care o poate avea în condițiile terorii staliniste;
- The Only Story, 2018 (Singura poveste, 2018) – iubirea dintre un tânăr și o femeie căsătorită mult mai în vârstă, cu sfârșit tragic cauzat de decăderea acesteia în alcoolism;
- Elizabeth Finch, 2022 (Elizabeth Finch, 2022) – impactul unei femei lector universitar, gânditoare profundă, stoică și exigentă, ce predă cursuri de cultură și civilizație pentru adulți, asupra unui cursant al ei care, după moartea acesteia, îi caută și îi găsește jurnalele intime pentru a-i cunoaște mai bine personalitatea.

Semnate cu pseudonimul Dan Kavanagh au apărut patru romane polițiste cu personajul principal Duffy, un detectiv particular bisexual:
- Duffy, 1980 (Duffy sau cum se taie cașcavalul, 2005);
- Fiddle City, 1981 (Duffy sau Praf în ochi, 2005);
- Putting the Boot In, 1985 (Duffy sau Cu stângu-n dreptu', 2005);
- Going to the Dogs, 1987 (Duffy sau Os de ros, 2005).

#### Proză scurtă
Nuvelele și povestirile lui Barnes au apărut în volumele:
- A History of the World in 10½ Chapters, 1989 (O istorie a lumii în 10 capitole și jumătate, 2011) – zece povestiri situate în epoci succesive ale istoriei;
- Cross Channel, 1996 (Café au lait, 2005) – impactul Franței asupra generațiilor de englezi;
- The Lemon Table, 2004 (Tristeți de lămâie, 2015) – nuanțe ale vieții și revolta împotriva sfârșitului ei ineluctabil;
- Pulse, 2011 (Puls, 2011) – pulsuri ale vieții, constituite de succese și eșecuri, începuturi și sfârșituri.

### Non-ficțiune
Culegeri de eseuri:
- Letters from London, 1995 (Scrisori de la Londra, 2006) – apărute mai întâi în revista The New Yorker;
- Something to Declare, 2002 (Tour de France, 2018) – eseuri despre aspectele cele mai diverse ale Franței, tratate cu iubire pentru aceasta;
- The Pedant in the Kitchen, 2003 (Pedantul în bucătărie, 2006) – eseuri legate de gastronomie;
- Through the Window, 2012 (Pe fereastră, 2014) – eseuri completate cu o nuvelă;
- Keeping an Eye Open: Essays on Art, 2015 (Cu ochii larg deschiși, 2016) – eseuri despre artă.

Două volume cuprinzând câte un eseu:
- A Life with Books, 2012 (O viață cu cărți[30]), 2012 – broșură de 27 de pagini despre pasiunea autorului pentru cărți și colectarea lor, și despre preferința sa pentru micile librării independente, scrisă pentru Săptămâna Librarilor Independenți și destinată vânzării numai de către aceștia[31];
- The Man in the Red Coat, 2020 (Bărbatul cu haină roșie, 2020) – eseu considerat și roman, despre viața lui Samuel Pozzi⁠(d), chirurg pionier al ginecologiei, și mediul în care a trăit în Parisul sfârșitului de secol XIX[25][26].

Memorii:
- Nothing to Be Frightened Of, 2008 (Nimicul de temut, 2009);
- Levels of Life, 2013 (Niveluri de viață, 2023).

### Traduceri
- The Truth About Dogs (1988) (Adevărul despre câini) – traducerea cărții Kleine Hunde-Kunde (1986) a lui Volker Kriegel⁠(d)[16];
- In The Land of Pain (2002) (În țara durerii) – traducerea cărții postume La Doulou (Durerea) (1930) a lui Alphonse Daudet, cu note despre boala sa dureroasă, tratamentele urmate și efectele asupra diverselor aspecte ale vieții sale, note care ar fi trebuit să fie baza unei opere[16].

## Recepția operei
Julian Barnes a fost apreciat favorabil de critică încă de la primul lui roman, Metroland, care a primit Premiul Somerset Maugham⁠(d). Proza lui este elegantă, spirituală și uneori ludică. Scriitura sa este și experimentală, prin îmbinarea unor forme narative, de limbaj și de stil diferite. Totodată abordează cu realism psihologic teme serioase ca natura iubirii, în special latura sa obscură, gelozia, infidelitatea, dar și căutarea iubirii adevărate.
Scriitorul este popular nu numai în țările de limbă engleză, ci a câștigat și notorietate internațională, fiind tradus în peste 40 de limbi. În limba română i-au apărut toate romanele, prozele scurte, volumele de eseuri (în afară de A Life with Books) și memoriile.
I-au fost ecranizate patru romane:
- Love etc., 1996 – film francez[34];
- Metroland, 1997 – film britanic[35];
- Arthur & George, 2015 – miniserial de televiziune britanic[36];
- The Sense of an Ending, 2017 – film britanic[37].

## Distincții

### Premii literare
Julian Barnes este laureatul a numeroase premii literare pentru opere ale sale în original, pentru traduceri ale operelor sale și pentru întreaga operă:
- 1981 – Premiul Somerset Maugham pentru Metroland;
- 1985 – Premiul memorial Geoffrey Faber⁠(d) pentru Flaubert's Parrot;
- 1986 – Premiul E. M. Forster⁠(d) decernat de Academia Americană de Arte și Litere⁠(d) pentru Flaubert's Parrot;

– Premiul Médicis pentru eseu⁠(d) (Franța), pentru Flaubert's Parrot;
- 1987 – Premiul Gutenberg⁠(d) (Franța);
- 1988 – Premiul Grinzane Cavour⁠(d) (Italia) pentru Flaubert's Parrot;
- 1992 – Premiul Femina⁠(d) (Franța) pentru Talking It Over;
- 1993 – Premiul Shakespeare⁠(d);
- 2004 – Premiul austriac de stat pentru literatură europeană;
- 2007 – Premiul Arsène Lupin (Franța) pentru cel mai bun roman polițist, Arthur & George[39];
- 2009 – Premiul San Clemente (Spania) pentru Arthur & George [40];
- 2011 – Premiul David Cohen⁠(d) pentru întreaga operă;

– Premiul Booker pentru The Sense of an Ending;
– Premiul revistei Lire (Franța) pentru Pulse, cel mai bun volum de nuvele;
- 2012 – Europese Literatuurprijs⁠(d) (Olanda) pentru The Sense of an Ending[42];
- 2013 – Premiul săptămânalului The Sunday Times pentru excelență în literatură;
- 2013 – Premiul Malaparte⁠(d) (Italia)[43];
- 2015 – Premiul Zinklar (Danemarca);
- 2016 – Premiul Siegfried Lenz⁠(d) (Germania) pentru contribuția deosebită ca narator și eseist european;
- 2021 – Premiul Ierusalimului⁠(d) pentru întreaga operă;

– Premiul Iasnaia Poliana⁠(d) (Rusia) pentru Nothing to Be Frightened Of;
– Premiul Jean Bernard⁠(d) acordat de Academia Națională de Medicină⁠(d) (Franța) pentru The Man in the Red Coat.

### Alte distincții
Julian Barnes a primit și decorații franceze:
- Ordinul Artelor și Literelor⁠(d):

1988 – în grad de cavaler;
1995 – în grad de ofițer;
2004 – în grad de comandor;
- 2017 – Legiunea de onoare în grad de ofițer.

Din 2016 este de asemenea membru de onoare străin al Academiei Americane de Arte și Litere.